# Дубочаць
Дубочаць (хорв. Dubočac) — населений пункт у Хорватії, у Бродсько-Посавській жупанії у складі громади Бебрина.

## Населення
Населення за даними перепису 2011 року становило 202 осіб.
Динаміка чисельності населення поселення: